# Csöcsiang
Csöcsiang (浙江; pinjin: Zhèjiāng) Kína egyik keleti tartománya.

## Történelem
Ez a terület kívül esik a legősibb kínai civilizáció területén. Önállóan szerveződött itt állam, amely beavatkozott a tőle északra fekvő kínai államok viszályaiba. Végül az i. e. 3. században az egységes kínai császárság része lett. A han kínaiak nagyobb arányú betelepedése az i. sz. 4. századtól indult meg. Ekkoriban Kína északi területei nomád dinasztiák uralma alá kerültek, előlük sokan menekültek délre.
1127-ben Észak-Kínát ismét egy nomád dinasztia foglalta el, ezúttal a dzsürcsenek. A császári székhely Csöcsiang tartomány mai székhelyére, Hangcsouba költözött. Ez az időszak a tartomány első virágkora. Hangcsou gazdasági jelentőségét akkor sem vesztette el, amikor a császári udvar elköltözött innen. A tartományban volt az exportra termelő kínai porcelánipar központja. Délkelet-Ázsiába, Közel-Keletre, később Európába szállították az itt készült porcelán tárgyakat. Ezek kifejezetten exportra készültek, kínai belső piacra más edénytípusokat gyártottak. A Ming-dinasztia idejére az itt gyártott porcelán minősége leromlott, a termelés súlypontja áthelyeződött a szomszédos Csianghszi tartományba.
1368-ban szervezték meg Csöcsiang tartományt. Azóta lényegében változatlanok a határai.
1758-ban innen kerültek át Európába az első páfrányfenyők (Ginkgo biloba).
Itt volt az I. ópiumháború hadszíntere. A háborút lezáró békében Ningbo kikötőt Kína kénytelen volt megnyitni a külföldi hajók előtt.
A II. világháború alatt japán megszállás alá került a tartomány. A japánok pekingi bábkormánya igazgatta.
A kommunista hatalomátvétel után Kína más vidékeihez viszonyítva kevés beruházás történt Csöcsiang tartományban. Vasúthálózata fejletlen maradt. Teng Hsziao-ping reformjai után azonban megugrott a fejlődés. Az addig fejletlennek számító tartomány gyorsan a legfejlettebbek közé került Kínán belül.

## Népesség
| Lakosok száma | 21 440 000 | 20 643 000 | 21 231 000 | 19 959 000 | 22 865 747 | 38 884 603 | 41 445 930 | 45 930 651 | 54 426 891 | 64 567 588 |
|               | 1912       | 1928       | 1937       | 1947       | 1953       | 1982       | 1990       | 2000       | 2010       | 2020       |